# 입질
입질(入質)이란 동산이나 유가증권 등을 담보로 하여 금전을 빌려주는 행위를 말한다. 동산담보에 대한 한국의 원래 용어는 전집이었으나 일제강점기 당시의 일본 민법을 따르면서 질입 또는 입질로 변천되었다.